# Capmany
Capmany – gmina w Hiszpanii, w prowincji Girona, w Katalonii, o powierzchni 26,53 km². W 2011 roku gmina liczyła 633 mieszkańców.